# 川上麻衣子
川上 麻衣子（かわかみ まいこ、1966年〈昭和41年〉2月5日 - ）は、日本の女優。
スウェーデン・ストックホルム生まれ。ステージUPスタジオ所属。

## 来歴
ともにインテリアデザイナーである両親が改めて北欧家具を勉強するために揃ってスウェーデンの大学へ留学した経緯で、スウェーデン・ストックホルムで誕生。その後1歳で帰国。
玉川学園小学部に入学後、9歳で再びスウェーデンを訪れ約1年間を過ごす。玉川学園中学部から高等部へ進級したが芸能活動が認められていなかったことから1年で退学を決意、1982年にNHK学園高等学校に編入し1985年に卒業した。。その後1997年に放送大学にも全科履修生として入学しており、同大の「大学の窓」等でも取り上げられたことがある。
中学部在学中の1979年より児童劇団「ピノキオ」にて週1回のレッスンを受け、1980年のNHKドラマ人間模様『絆』でデビュー。『3年B組金八先生』第2シリーズ（1980年 - 1981年）でヒロインの優等生・迫田八重子を好演。最終回の視聴率が34.8％という驚異的な数字を記録した同作品により一躍注目を集めた。
先述の高校退学を機に短期間ではあるが芸能界を一旦辞め、編入後に市川崑監督作品『幸福』で女優復帰。1981年にはアイドルとしてラジオシティレコードより「白夜の世代」で歌手デビュー。その後出した写真集『暑い国 夢の国 生まれた国』(撮影：篠山紀信)では、10代にして初ヌードを披露した。
1988年公開の『うれしはずかし物語』で映画初主演。1996年には同年2月公開の映画『でべそ』での演技により第6回日本映画プロフェッショナル大賞主演女優賞を受賞。上記の写真集や女優業でヌードを披露したことから、「色気と艶のある女性」のイメージがついた。
1996年には、以前から交流のあった志村けんの深夜バラエティ『志村X』シリーズに出演（2000年まで）。次番組の『変なおじさんTV』にもレギュラー出演し、コミカルな芝居にも挑戦した。
遡って1993年頃、NHKの番組をきっかけにガラス工芸作家の石井康治から吹きガラスを習った。その後2001年から北欧のガラス工芸に魅せられ、小樽で若手の作家と出会ったことを契機に、女優業と並行して自らガラスを吹きデザインを行うガラスデザイナーとしても活動を開始。
ほどなくして「MAJKO.K」ブランドを展開し、2005年に初の個展を開催して以降隔年で個展『川上麻衣子のガラスデザイン展』を催している。
2016年10月、『酒とつまみと男と女』（BSジャパン） のロケで訪れて惚れ込んだという東京・谷中に、スウェーデンから直輸入したインテリアや小物、自らデザインしたガラス工芸品などを揃えたセレクトショップ「SWEDEN GRACE」（スウェーデングレイス）を開店。母やスタッフと交代で自らも店頭に立つ。2018年に一般社団法人「ねこと今日」を立ち上げた。2022年頃は上記の他、絵本の翻訳、エッセイの執筆など多方面で活躍している。
私生活では、1996年に中学時代の同級生で初恋の相手だった鞄デザイナーと結婚したが、2000年11月に離婚している。また、長年の愛猫家としても知られ、愛煙家でもある。

## エピソード

### 子供時代
母がスウェーデンで2年間仕事をすることになったことから、一人っ子で当時9歳の川上も現地で暮らすことになった。ほどなくしてスウェーデンの言葉を喋れるようになるが、次第に日本語がたどたどしくなったり、現地の影響を受けすぎたことを母親が不安視したため、予定を1年切り上げて母子で帰国することとなった。
スウェーデンの学校では成績で高い評価を受けたが、帰国後は成績が著しく下がってしまい自信を失くした。その後担任となった人が教育熱心な音楽教師で、川上の英語力を活かして英語劇のミュージカルの主役に抜擢された。担任の指導により自信を持つと同時に、「自分は人前で表現することが合っているのかも」と思うようになった。

### 10代で女優デビュー
中学校入学前後の頃、近所に越してきた母方の祖父母宅に入り浸り、当時その家の隣家に住む脚本家・畑嶺明と知り合った。畑からドラマの台本を見せてもらったことで役者に憧れ、後日児童劇団「ピノキオ」に入団することになった。
高校時代に芸能活動から引退したが、『3年B組金八先生』の共演者である沖田浩之や伊藤つかさなどの活躍ぶりに刺激を受けたり、引退後も川上のもとにいくつか出演依頼があった。これらにより「また演じたい」という気持ちが強くなり、結局女優に復帰することを決めた。復帰を機に劇団「ピノキオ」を辞め、当時樋口可南子や手塚理美が所属する事務所に移籍。

### ヌードグラビアなど
1983年に出版された『暑い国 夢の国 生まれた国』は、本人が17歳の時に撮影した少女ヌード写真集である。依頼を受けた当初、ヌードは嫌だったが篠山紀信による撮影と聞き、最終的に「篠山さんに撮っていただけるなら」と承諾した。これがきっかけとなり、以降映画やドラマで同世代の若い女優が嫌がって演じないような役の出演依頼をたくさんもらえたという。
雑誌『写楽』の篠山紀信によるグラビア撮影の仕事が依頼され、撮影はドイツで行われた。篠山が撮影に意欲的だったことから、「載せるかはまだ分からないけどとりあえず」という形で着衣のものからヌード写真まで多数撮影された。帰国後、掲載する写真を決めるため、篠山のスタジオでクラシック音楽をかけながら大きいスクリーンに写真を映す“発表会”を両親と一緒に鑑賞した。すると元々写真好きの父の「こんな素晴らしい写真を世間に見せないなんてもったいない!」との一言で、『写楽』にヌード写真を含めての発表が決まった。
またヌードに絡んだ話として、マスコミから「10代でヌードになってるくらいだから処女じゃないだろう」と勝手に思われ、数年間は芸能レポーターから放っておかれたという。その後、36歳で再び篠山撮影による写真集『MAIKO KAWAKAMI』を出版した。

## 人物

### 好きなもの、趣味
18歳で一人暮らしを始めて間もなく猫を飼い始めて以来30年以上にわたって猫と暮らす猫好きで、東京・港区のマンションに3匹の愛猫とともに生活する。18歳の頃、当初犬のシーズーを飼うつもりでペットショップに訪れた。しかし、店内で猫のヒマラヤンと目が合った瞬間、一気に心を奪われたことから、以降猫派になった。2015年には、元恋人が残していった雌猫「グリ」と過ごした日々を綴った猫エッセイ『彼の彼女と私の538日 猫からはじまる幸せのカタチ』（竹書房）を上梓した。
日本酒や白ワインなどビール以外の酒類に目がなく、特に日本酒は自宅には専用の冷蔵ストッカーを持つほどである。小学生のころ学校帰りによく立ち寄った祖父の家でおいしそうに晩酌する祖父の姿を目にして、20歳を過ぎてからは日本酒を好んで飲むようになり、ドラマ出演などの仕事で訪れた各地で日本には美味しい日本酒がたくさんあると知って日本酒の虜になった。辛口で喉越しがよい純米酒や山廃純米酒など、個性的かつ料理の味を引き立てるしっかりとした味わいの日本酒を好む。第6回日本映画プロフェッショナル大賞主演女優賞受賞作の映画『でべそ』のクライマックスシーン「天狗ショー」の撮影では、撮影前夜に「天狗舞」を飲んで臨んだという。2016年10月にセレクトショップを開店した際には、『酒とつまみと男と女』（BSジャパン）のロケで東京・谷中界隈をハシゴ酒した際に気軽な立ち飲み屋からおしゃれなバーまでよりどりみどりな同地が気に入って、同地への出店を決めたという。
生まれ故郷であるスウェーデンの自動車メーカーであったサーブ製の車両を好み、最初の愛車こそイタリア車のアウトビアンキ・A112であったが、その後初代サーブ・900、サーブ・9000ターボ、2代目900カブリオレ、サーブ・9-5エステートと4台乗りついだ。サーブ倒産後の2016年には「生活が大きく変わる中で、乗りたいと思える車が見つからなかった」として自動車の所有を止めている。川上はスウェーデン車の魅力について「やはりシンプルなことと信頼性。余計なことはしないことですかね。また、大人が楽しむ粋さがあること。幼稚さが感じられないことが魅力ですね。それはスウェーデンのインテリアや小物まで全てに共通していると思います」と述べている。普段の移動は電車などに変えたがその後も車の運転自体は続けており、時々レンタカー屋で色んな車種の車を借りてはドライブを楽しんでいるとのこと。
スウェーデンではガラス工芸が盛んで、本人も昔からスウェーデンのガラスを収集していた。1993年頃にこのことを知ったNHKのスタッフからガラスの特集番組に招かれた。その講師である石井康治から彼の工房の見学に誘われ、そこでガラス吹きを体験してすぐにハマったことから本格的にガラス工芸を始めた。
2022年現在はラジオ体操にハマっている。毎朝6時半に東京の様々な場所で行われるラジオ体操の場に訪れ、100人程度の一般の人たちに紛れて体操を楽しんでいるとのこと。

### 交友
女優の藤田朋子は玉川学園高等部の同級生で、ともにも英語劇クラブに所属して活動していた。
沖田浩之とも仲がよかった。また、ドラマ『金八先生』（第2シリーズ）の迫田八重子役は、クラスメイト・松浦悟役の沖田に作中でちょっかいを出す役だった。当時沖田の人気が高かったことから、彼のファンである女子高生などから路上で石を投げられたり、カミソリ入りの手紙が届くこともあったという。
女優の可愛かずみはかつて同じマンションに住んでいた親友で、可愛が飼犬を連れて川上の部屋に遊びに来るなど交流があった。深夜連続ドラマ『トライアングル・ブルー』では可愛と同居する女子大の同級生役だったが、ドラマ（と言っても若かりしとんねるずが盛り上げるバラエティー性が非常に高い進行であるが）の途中で二人でDJを行うコーナーなどあり、この役の上でも私生活でも可愛かずみとは親交が深く、可愛が投身自殺で亡くなった際には大変悲しんだ。可愛の葬儀の際、インタビューを受けながら泣き崩れている。
志村けんとも親しくしており、可愛と同じマンションに住んでいた頃、彼はレギュラー番組以外は出ておらず時間にかなり余裕があった。当時は川上、可愛、志村とも独身でお酒好きで寂しがり屋という共通点もあり、仕事終わりによくマンションの部屋に3人で集まって会話などを楽しんでいたという。また、川上が港区のマンションの22階に引っ越した後、志村も同じマンションに越してきて（別の階に）暮らしていた時期もある。これらのことから、過去に志村と恋の噂が立ったこともあるが、川上は「仲は良かったですが、志村さんとは本当に何もなくて（笑）」と否定している。
山城新伍とは、ドラマで“父子役”で共演したことがきっかけで、長年に渡って公私共に可愛がられた（ともに猫好きであること、川上が山城の娘と同い年で一人っ子なのも似ていた）。川上も山城を“芸能界のお父さん”として慕い、時々一緒に食事をするなど交流を深めていった。また、東映の京都撮影所は礼儀などに厳しいことで知られているが、川上の場合は事前に「（元東映スター俳優の）山城さんが可愛がっている子だよ」と伝わったことで、スタッフたちから良くしてもらえたという。山城が晩年老人ホームへ入居し「誰にも会いたくない」と親類及び少数の関係者を除き一切面会を断っていた中、面会出来た数少ないひとりでもある。
落語家・三遊亭好楽とは、「月に3度は一緒に飲みに行く」という一番の飲み友達である。好楽からは、「普段の川上さんは、男っぽくポンポン話して、実にカッコいい人」と評されている。
同じスウェーデン出身のLiLiCoとも親しい。2人の出会いはスウェーデン大使館企画の『ABBAナイト』というイベント。LiLiCoはまだブレイク前で長らく川上に会いたかったが叶わず。同イベントで、たまたま声を掛けたノリノリに踊っていた男性が川上の父という運命的な出会いだったという。

### その他
公にはNHKドラマ人間模様『絆』をデビュー作としているが、実際にはそれより前の1980年3月30日放送の単発ドラマ『娘が出ていくとき』（TBS・東芝日曜劇場枠）でワンシーンのみではあるが、主演・杉田かおるの友達役として出演している。
『3年B組金八先生』第1シリーズ（1979年 - 1980年）には、当初最終回に卒業式で「送辞」を読む在校生代表として出演予定だったが、リハーサル後に時間の関係で撮影中止になった。また、後番組の『1年B組新八先生』（1980年）では、オーディションにて中学1年生に見えないということで落とされた 。
市川崑監督作品『幸福』の初めて脚本を読んだ際、10代で演じるには難役だったため悩んだ。しかし共演者の市原悦子の助言により、何とか撮影に臨むことができた
年齢に独特なこだわりを持っている。若い頃に交際した男性は、27歳の人が多かったという。“36歳”という年齢については、「20代でもなく40歳になる手前で何事にもちょうどいい年齢」と語っている。また“42歳”については「青年から大人になる感じが中途半端でいいですね。中年に入りそうだけど“まだ、若いぞ”っていう揺らいでる感じがいいです」などと持論を展開している。
30歳の頃に結婚した後、子供を望んで夫婦の営みは自然に任せたが結局授からなかった。養子縁組も考えたが、当時は「夫婦のどちらかが仕事を辞めなければならない」などの厳しい条件が色々とあり、夫と話し合いにより断念した。その後離婚したが、本人は「子供ができなかったから離婚したということではないです」と語っている。
2007年4月に出演した『ライオンのごきげんよう』で話した「プードルをネット通販で購入したら、子犬ではなく子羊だった」という詐欺事件がイギリスの「ザ・サン」などのタブロイド紙で海外でも話題になった。5月2日の『ザ・ワイド』のインタビューで、この話は友人の被害としてネイルサロンで話したことが一部変化して「ザ・サン」に伝わってしまった、とコメントした。
『週刊ポスト』（小学館）が2012年に著名文化人を対象として男性を魅了している美熟女を調査した「熟女TOP10」では、黒木瞳、松坂慶子らに続いて第6位にランクインした。

## 出演

### 映画
- 幸福（1981年、東宝、市川崑監督） - 車崎みどり 役[37]
- 地平線（1984年、松竹、新藤兼人監督） - 藤木アヤメ 役
- 蜜月（1984年、ATG、橋浦方人監督） - 哲明の妹 役
- それから（1985年、東映、森田芳光監督） - 小染 役
- 火まつり（1985年、シネセゾン、柳町光男監督） - ミーコ 役
- (金)(ビ)の金魂巻（1985年、井筒和幸監督） - 清水さち 役
- ブラックボード（1986年、近代映画協会、新藤兼人監督） - 相沢圭子 役
- うれしはずかし物語（1988年、にっかつ、東陽一監督） - 主演：チャコ 役
- その男、凶暴につき（1989年、松竹富士、北野武監督） - 我妻灯 役
- カレンダー if,just now.（1991年、東映アストロフィルム、小久保利己監督） - 東海林美津子/島本夏江 役
- 結婚 佐藤・名取御両家篇（1993年、松竹、恩地日出夫監督） - 久美 役
- 極道記者（1993年、大映、望月六郎監督） - 鈴木朱美 役
- やくざ道入門（1994年、バンダイビジュアル、山城新伍監督） - 麻子 役
- 男ともだち（1994年、フィルム・クレッセント、山口巧監督） - 佐久間美里 役
- 天使のはらわた 赤い閃光（1994年、アルゴ・ピクチャーズ、石井隆監督） - 主演 土屋名美 役
- GONIN（1995年、松竹、石井隆監督） - キム 役
- でべそ DE ストリップ（1996年、マクザム、望月六郎監督） - マヤ 役
- なにわ忠臣蔵（1997年、松竹、萩庭貞明監督） - 浅野はるか 役
- 三文役者（2000年、近代映画協会、新藤兼人監督） - ユカリ 役
- カタルシス（2002年、アルゴ・ピクチャーズ、坂口香津美監督） - 渚 役
- 手紙（2002年、ギャガ・ヒューマックス、松尾昭典監督） - 黒沢千恵美 役
- しの〜SHINO〜（2003年、徳江長政監督）
- ロード88 出会い路、四国へ（2004年、ギャガ・コミュニケーションズ、中村幻児監督） - 伴野牧恵 役
- ガッツ伝説 愛しのピット・ブル（2005年、ガッツ伝説製作委員会、野伏翔監督） - 森田百合 役
- PETBOX ペットボックス / かべちょろ家守（2006年、スローラーナー、石侍露堂監督）
- ねこのひげ（2008年、矢城潤一監督） - 寺元耀子 役
- 石内尋常高等小学校 花は散れども（2008年、新藤兼人監督） - 市川道子 役
- アイ・アム I am. (2010年、石侍露堂監督)
- パートナーズ（2010年、下村優監督） - 美羽の母 役
- 富江 アンリミテッド（2011年5月、井口昇監督） - 飯塚喜美子 役
- 一枚のハガキ（2011年8月、新藤兼人監督） - 松山美江 役
- ばななとグローブとジンベイザメ（2013年2月、矢城潤一監督） - 梅本孝子 役
- 風切羽〜かざきりば〜（2013年6月、アルケミーブラザーズ、小澤雅人監督） - ユカリ 役
- 蜩ノ記（2014年10月4日、東宝、小泉堯史監督） - 法性院（お美代の方） 役
- カゾクノカタチ（2014年、矢城潤一監督）
- 陽光桜 -YOKO THE CHERRY BLOSSOM-（2015年11月21日、高橋玄監督） - 静香 役
- 家族の日（2016年6月、花三、大森青児監督） - 東香織 役
- 少女（2016年10月8日、東映、三島有紀子監督） - 桜井慶子 役
- やまない雨はない（2017年12月2日、アイエス・フィールド、北崎一教監督） - 主演・マダム信子 役[38]
- ホペイロの憂鬱（2018年1月13日、加治屋彰人監督） - 新垣光恵 役
- スカブロ（2018年7月21日、矢城潤一監督） - 宇堂美鈴 役
- こども食堂にて（2018年9月29日、佐野翔音監督） - アクセサリーショップ店員 役
- 花嫁の手紙（2018年、富澤たけし監督）
- 力俥 -RIKISHA- すみだ旅立ち編（2018年、アベユーイチ監督）
- テロルンとルンルン（2018年11月23日、バズクロウ、宮川博至監督） - 朝比奈由梨 役
- キミとボクの家（2018年、福山功起監督） - 山本久美子 役
- 大きな木になりたい（2019年、日浦明大監督）
- 時の行路 （2020年3月14日、神山征二郎監督）
- クソみたいな映画（2020年、芝聡監督）
- 海辺の映画館―キネマの玉手箱（2020年7月31日、アスミック・エース、大林宣彦監督） - 愛姫 役
- 一瞬の楽園（2020年、小澤雅人監督）
- 吟ずる者たち（2021年11月5日、油谷誠至監督） - 立花志保 役
- 腰の痛さを知る人よ（2021年12月23日、高島優毅監督）
- 魔女の香水（2023年6月16日、宮武由衣監督） - 優実 役[39][40]
- 三日月とネコ（2024年5月24日、上村奈帆監督）[41]
- ファストブレイク（2024年11月22日、長谷川徹監督） - 神宮司桜子 役[42][43]
- 晴れの国（2025年3月1日、大森青児監督）[44]
- アオショー!（2025年9月5日公開予定） - 波島岬 役[45][46]

### テレビドラマ
- 東芝日曜劇場（TBS系）
  - 娘が出て行くとき（1980年3月30日） - 本当のデビュー作[47][48]
  - いざ!兄妹たちよ（1984年12月16日）
  - ファミリィネーム（1986年10月5日）
  - あんた、好いとオ!（1989年6月4日）
- ドラマ人間模様（NHK総合）
  - 絆（1980年）
  - 羽田浦地図（1984年）
- 3年B組金八先生（TBS系） - 迫田（渡辺）八重子 役
  - 第2シリーズ（1980年10月3日 - 1981年3月27日）
  - スペシャル2「イレ墨をした教え子」（1983年10月7日）
  - スペシャル4「イジメられっ子金八先生」（1985年12月27日）
  - 第4シリーズ 第14話「オ受験母子の対決」（1996年1月25日）
  - 第5シリーズ 第11話「金八涙の体罰…3B騒然辞表提出」（2000年1月6日）
  - 第7シリーズ 第8話「しゅうの愛する父」（2004年12月3日）
  - 3年B組金八先生 ファイナル〜「最後の贈る言葉」（2011年3月27日）
- 土曜ドラマ（NHK総合）
  - 空白の900分〜国鉄総裁怪死事件（1980年10月11日,18日） - 山本機関士の二女 役
  - 白き抗争（1983年2月26日,3月5日）
  - もうひとつの家族（1995年1月7日,14日）
- 花咲け花子 第1シリーズ（1981年 - 1982年、日本テレビ系）
- 続・思えば遠くへ来たもんだ（1981年、TBS系） - 鶴巻勝代 役
- 刑事ヨロシク（1982年、TBS系） - 原まどか 役
- 天まであがれ! パート1 第8話（1982年5月29日、日本テレビ系） - 美佐子 役
- 木曜ゴールデンドラマ（よみうりテレビ・日本テレビ系）
  - 母の殺意（1982年7月22日）
  - 女のがん病棟（1984年4月19日）
  - 帰ってきた娘（1986年2月20日）
  - 女たちの結婚方程式（1988年8月18日） - 真由美 役
  - 妻のしあわせ（1989年10月12日）
  - 嫁・姑・貸し姑（1990年4月12日）
  - 東京ららばい（1991年11月14日） - 高森泰子 役
- 連続テレビ小説（NHK総合）
  - 本日も晴天なり（1982年） - 大原道子（高校時代） 役
  - おしん（1983年 - 1984年） - 田倉みどり 役
- 青春INGS ゆう子とヘレン 第19話（1983年2月25日、関西テレビ・フジテレビ系） - 小池理恵 役
- 壬生の恋歌（1983年、NHK総合） - おみよ 役
- 変身願望（1983年、フジテレビ系） - 歌手志望の少女 役
- 昭和四十六年 大久保清の犯罪（1983年8月29日、TBS系） - 大川真知子 役
- 火曜サスペンス劇場（日本テレビ系）
  - 偽りの未亡人（1983年10月18日、東宝） - 田中妙子 役
  - 女からの眺め（1987年1月6日） - 原まゆみ 役
  - シンデレラの仮面（1988年5月17日）
  - 弁護士朝日岳之助2・有罪率99%の壁（1990年5月29日、国際放映） - 伊原美佳子 役
  - 京都氷室殺人街道（1993年11月2日） - 影山光江 役
  - わが町Ⅴ「勝てば天国負ければ地獄! 幼児誘拐犯VS刑事達」(1994年10月4日) - 速水律子 役
  - 新・女検事 霞夕子8（1996年7月9日） - 日々野雪江 役
  - となりの女（1996年9月3日） - 浅野知子 役
  - 追跡（1997年5月13日） - 加納美穂 役[49]
  - 海に埋めた時間（2000年5月16日）
  - 臨床心理士3（2001年5月29日） - 島崎千尋 役
  - だます女だまされる女3「危険な同窓会」（2001年12月4日） - 村上花菜 役
  - 弁護士・高林鮎子31「寝台特急トワイライトエクスプレスの罠」（2003年1月7日） - 岡田紀子 役
  - 刑事・鬼貫八郎15「愛の軌跡」（2003年6月17日） - 新関さつき 役
  - 料理講師・奥瀬かほり 柳川～沖縄・犬は知っていた（2003年9月2日） - 木戸早苗 役
  - 眠らない電話（2003年11月18日） - 沖田真弓 役
  - 分岐点（2004年6月15日） - 真崎香奈 役
  - 六月の花嫁 偽りのドレス（2004年6月22日） - 坂本萌子 役
  - 緊急救命病院III（2005年7月12日） - 有村日沙子 役
  - 街の医者・神山治郎9「放火する女」（2005年8月23日） - 岩崎真理子 役
- 青が散る（1983年、TBS系） - 星野祐子 役
- のんき君3（1984年、日本テレビ系） - ちえみ 役
- おやじのひげ（1984年、テレビ朝日系）
- トライアングル・ブルー（テレビ朝日系、1985年 - 1986年、1992年スペシャル） - 佐伯ともみ 役
- 月曜ワイド劇場（テレビ朝日系）
  - 再婚妻と非行少年（1985年7月22日）
  - たそがれ夫人II（1985年9月9日）
  - 気になる隣の新家族（1986年6月16日）
  - 青い鳥は年上の女（1986年6月30日） - 日野佐代子 役
- 木曜ドラマストリート「復讐はワイングラスに浮かぶ」（1985年11月14日、フジテレビ系）
- 土曜グランド劇場（日本テレビ系）
  - 気になるあいつ（1985年）
  - 恋する時間です（1986年） - 中島真理子 役
- 銀河テレビ小説（NHK総合）
  - 家族は何をする人ぞ（1986年1月）
  - お入学（1987年） - 木村由加 役
- 水曜ドラマスペシャル（TBS系）
  - 季節を踊る女たち（1986年5月7日）
  - 水曜日の恋人たちIII（1987年9月23日） - 石塚朋子 役
  - ホテル開業(オープン)（1990年10月8日）
- 金曜女のドラマスペシャル Wの悲劇 京都資産家殺人事件（1986年6月20日、フジテレビ系） - 和辻摩子 役
- 土曜ワイド劇場（テレビ朝日系）
  - 未亡人殺し（1986年10月25日） - トキコ 役
  - 西村京太郎トラベルミステリー 「日本縦断殺人ルート」（1992年4月4日） - 白井マユミ 役[50]
  - 海の密室 クルーザー殺人事件（1993年8月21日）
  - 私兵刑事・トリカブト殺人の謎・脅迫者の声は女？男？（1993年10月23日） - 富田睦子 役
  - 新・女弁護士 朝吹里矢子「逆転の法廷!」（1996年3月23日） - 尾崎夕子 役
  - なんでも屋探偵帳2「隅田川に浮かんだ恩師の死体！万歩計があばく血塗られた連続殺人の秘密!!」（1996年5月18日） - 宗方真知子 役
  - 新・赤かぶ検事奮戦記4「飛騨路を火魔が走る！墓の赤印は殺人予告」（1997年4月12日、ABCテレビ制作） - 中沢公子 役
  - 牟田刑事官事件ファイル23「牟田がアリバイを証言した女」（1997年4月19日） - 木原杏子 役
  - 車椅子の弁護士・水島威4「ふたりの夫を殺した女！敏腕おんな検事が、結婚詐欺師の罠にハマった…!?」（1997年12月20日） - 田中洋子 役
  - 棟居刑事シリーズ4「棟居刑事の複合遺恨」（1998年9月12日） - 笠原弓子 役
  - 走る!国選弁護人 完全黙秘 初登場弁護士高杉貫一郎の窮地（2004年8月21日） - 高杉美幸 役
  - 検事・朝日奈耀子6「温かい死体!鬼怒川温泉殺人連鎖」（2008年1月12日） - 寺島加奈 役
  - 温泉(秘)大作戦7「秘境の一軒宿と合掌造り 氷見の寒ブリ食べつくし!連続殺人に巻き込まれた師弟愛の悲劇!」（2009年2月21日、ABCテレビ制作） - 飯倉美穂子 役
  - 刑事殺し〜完結編〜（2009年8月22日、ABCテレビ制作） - 柏木芳江 役
  - ヤメ検の女（2009年11月14日） - 高松京子 役
  - 京都南署鑑識ファイル5「狙われた映画女優 連続殺人の罠!! 圧迫痕、花粉、掌紋…科学捜査が暴く真犯人の秘密」（2010年11月6日） - 本城冴子 役
  - 狩矢父娘シリーズ15「京都グルメツアー殺人事件!」（2013年10月5日） - 上村尚子 役
  - 100の資格を持つ女9「会津若松・老舗漆器店へ潜入捜査!美女の囁きに嵌められた蒔絵職人!!結婚詐欺と御家騒動に秘められた驚愕の真実!」（2015年1月17日、ABCテレビ制作） - 市田英恵 役
  - 終着駅シリーズ29「善意の傘」（2015年9月26日） - 秋葉千恵子 役
- 月曜サスペンスシリーズ（関西テレビ・フジテレビ系）
  - 森村誠一サスペンス あるOLの復讐（1987年3月23日）
  - 現代恐怖サスペンス「無邪気な女」（1988年7月18日、アズバーズ） - 主演
  - 乱歩賞作家サスペンス「遮断機の下りる時」（1989年4月17日、ユニオン映画） - 海瀬千紗子 役[51]
  - 現代神秘サスペンス「女難の季節」（1989年9月25日松竹）
  - 直木賞作家サスペンス「ふたしかな殺意」（1990年3月5日） - 大貫さえこ 役[52]
  - 結城昌治サスペンス「諦めない男」（1990年9月3日）
  - 小池真理子サスペンス
    - 指輪（1992年1月20日）
    - 夜の夢つむぎ（1992年2月10日）

  - 特選!黒のサスペンス「喪失」（1993年12月6日） - 照美 役
- 若大将天下ご免! 第3話「命の担保は千葉道場!」（1987年、テレビ朝日系） - おゆき役
- 木曜劇場 クセになりそな女たち（1987年、フジテレビ系） - 神崎静香 役
- 大都会25時 第1話「ホテトル嬢が見た夢は」（1987年4月22日、テレビ朝日系）
- 娘たちよ（1987年、中部日本放送・TBS系）
- ドラマ23（TBS系）
  - 六本木シンデレラ伝説（1987年11月23日 - 26日） - 柏木裕子 役
  - 恋のタイトロープ（1988年4月25日 - 28日）
- ザ・ドラマチックナイト 二重誘拐（1988年2月5日、フジテレビ系）
- 大岡越前 第10部 第10話「命を賭けた悲哀の捕縄」（1988年5月2日、TBS系） - おりん役
- 名奉行 遠山の金さん 第1シリーズ 第4話「標的は純情くノ一」（1988年5月12日、テレビ朝日系） - おゆみ役
- 火曜スーパーワイド 夏が来れば思い出す ダウンタウン・ヒーローズ（1988年8月9日、テレビ朝日系）
- 水曜グランドロマン 抱いてください（1989年1月25日、日本テレビ系） - 木山徳子 役
- 土曜ドラマスペシャル ガンを告げる瞬間 生きて、いま富士に立つ （1989年5月27日、TBS系）
- 咲くや花嫁（1990年1月2日、NHK総合）
- ドラマチック22 渋谷・青春坂・ラブホテル（1990年2月17日、TBS系） - 篠田道子 役[53][54]
- 必殺スペシャル・春 勢ぞろい仕事人! 春雨じゃ、悪人退治（1990年4月6日、ABCテレビ・テレビ朝日系） - 弓栄 役
- 男と女のミステリー（フジテレビ系）
  - ガラスの壁（1990年）
  - 地屍
- びいどろで候〜長崎屋夢日記（1990年、NHK総合） - マイ 役
- ネットワークベイビー（1990年5月1日、NHK総合） - 原伊知子 役
- 六甲・愛物語（1990年9月29日、毎日放送・TBS系）
- 市川準の東京日常劇場「夜店の夫婦」（テレビ朝日系）
- 恋しとよ君恋しとよ（1991年1月3日、NHK総合）
- 未来の海 リリーの踊り子日記（1991年3月、NHK総合）
- 月曜・女のサスペンス（テレビ東京系）
  - いつの間にか 写し絵（1991年4月8日） - 遊佐玲子 役
  - 上山温泉殺人行（1991年5月20日） - 皆川玲子 役
- 火曜ミステリー劇場（テレビ朝日系）
  - 切り裂かれた花嫁衣裳!（1991年4月30日）
  - 「スーパービュー踊り子」同窓会殺人旅行（1991年6月4日）
- 金曜ドラマシアター （フジテレビ系）
  - 夕陽炎炎（1991年6月7日）
- 近松青春日記 第一話「悲しい嘘」（1991年9月6日、NHK総合）
- 鮭を見に（1991年11月18日、KTV系）
- 暴れん坊将軍IVスペシャル「狙われた江戸城の花嫁!」（1991年12月28日、テレビ朝日系） - 松姫 役
- はぐれ刑事純情派（テレビ朝日系 / 東映）
  - 第5シリーズ 第3話「自己破産を望んだ女・カードの誘惑!」（1992年4月22日）  - 水沼梢子 役
  - 第14シリーズ 第12話「苦情処理係が殺人!?ロボット犬を飼う女」（2001年6月20日） - 渡辺美和 役
  - 第16シリーズ 第1話「安浦刑事、怒りの大捜査線娘の恋人・山岡刑事、殉職す!」（2003年4月2日）
  - ファイナル 第6話「タクシードライバー殺人事件!帰ってきた里見刑事!?」（2005年5月25日） - 浩美 役
- 裸の大将 第56話「オホーツクに花が咲いた 北海道編」（1992年7月5日、関西テレビ・フジテレビ系） - 秀子 役
- 本当にあった怖い話 呪われた人形（1992年8月31日、テレビ朝日系）
- 珠玉の女（1992年 - 1993年、よみうりテレビ・日本テレビ系） - 小島由美 役
- 金田一耕助の傑作推理・病院坂の首縊りの家（1992年12月28日、TBS系） - 法眼由香利/山内小雪 役
- 日本名作ドラマ 伊豆の踊子（1993年6月、テレビ東京系）
- さすらい刑事旅情編VI 第12話「生きていた死体!?愛の逃亡者」（1994年1月5日、テレビ朝日系 / 東映）
- HOTEL シーズン3 第13話「おかしな忘れ物!?」（1994年6月30日、TBS系） - 前島美代 役
- ドラマ新銀河（NHK総合）
  - 赤ちゃんが来た（1994年） - 小田嶋天子 役
  - 母の出発（1995年） - 遠山五月 役
- 恋も2度目なら（1995年、日本テレビ系） - 深町江利子 役
- 金曜時代劇（NHK総合）
  - 宝引の辰捕者帳 第15話「謡幽霊」（1995年7月7日）
  - 新・腕におぼえあり〜よろずや平四郎活人剣〜 第12回「道楽息子」（1998年11月27日） - おもん 役
  - はんなり菊太郎〜京・公事宿事件帳〜 第1話（2002年11月8日） - お露 役
- 鬼平犯科帳 第6シリーズ 第8話「男の毒」（1995年9月13日、フジテレビ系 / 松竹） - おきよ役
- 女囚〜塀の中の女たち2（1995年10月5日、TBS系）
- 大河ドラマ（NHK総合）
  - 秀吉（1996年） - おかつ 役
- 3番テーブルの客 第8回（1996年12月9日、フジテレビ系）
- はみだし刑事情熱系 第1シリーズ 第9話「逆転犯罪! 喪服の女」（1996年12月11日、テレビ朝日系） - 岡野恵里 役
- 月曜ドラマスペシャル（TBS系）
  - 監察医・薮野善次郎3（1997年7月14日）
  - 女弁護士・高見沢響子 「愛しすぎて殺す女」（1998年6月5日） - 石井加奈子 役
- 衛星ドラマ劇場 新・南部大吉交番日記（1999年8月、NHK BS2）
- ドラマ30 アゲイン〜ラヴ・ソングをもう一度〜（1999年11月29日 - 2000年1月28日、TBS系） - 石田じゅん 役
- 時代劇ロマン 一絃の琴（2000年、NHK総合）
- リミット もしも、わが子が…（2000年、よみうりテレビ・日本テレビ系）
- 傷だらけのラブソング 第9話（2001年12月4日、関西テレビ・フジテレビ系） - 加納美穂 役
- 月曜ミステリー劇場（TBS系）
  - 被害者の妻～夫は二度殺された（2001年12月10日） - 速水久美子 役
  - 監察医 薮野善次郎10（2003年6月23日） - 三枝絵里子 役
  - 弁護士・猪狩文助5「二つの遺言書」（2003年8月25日） - 赤沢留美 役
  - カードGメン・小早川茜7「愚か者の涙」（2004年2月9日） - 岩城幸子 役
  - 万引きGメン・二階堂雪13「貧乏嫌い」（2005年5月23日） - 合田貴子 役
- 女と愛とミステリー（BSジャパン / テレビ東京系）
  - 文書鑑定人 白鳥あやめの事件ファイル（2002年6月） - 中嶋亜由美 役
  - 20時18分の死神 小樽発・殺意の旅路（2003年10月） - 鈴木美江 役
  - 松本清張特別企画・喪失の儀礼（2003年） - 萩原美奈子 役
  - 猪熊夫婦の駐在日誌1（2004年4月） - 宮沢春美 役
  - 捜査一課長・神崎省吾「椿の入れ墨をした女」（2004年8月） - 笠井清美（松谷明子）役[55]
  - 警視庁・樋口警部補2「リオ」（2004年9月） - 野島茜 役
- 東海テレビ制作昼の帯ドラマ（東海テレビ・フジテレビ系）
  - 牡丹と薔薇（2004年） - 上村（三上）鏡子 役
  - 麗わしき鬼（2007年） - 東野（眉川）富弓 役
  - 天国の恋（2013年） - 海老原朔子 役
  - 新・牡丹と薔薇 第1話（2015年11月30日） - 藤岡の母 役
- 新・科捜研の女 第4・5話（2004年5月6日・13日、テレビ朝日系） - 長山照子 役
- 金曜ナイトドラマ 特命係長 只野仁 第19話「銀座の女」（2005年3月4日、テレビ朝日系） - 咲子 役
- 世直し順庵!人情剣 第4話「長崎から来た女」（2005年11月7日、テレビ朝日系） - 志津 役
- 水曜ミステリー9（テレビ東京系）BSミステリー（BSジャパン）
  - 信濃のコロンボ事件ファイル11「埋もれ火」（2006年4月） - 河島真砂子 役
  - 警察署長・たそがれ正治郎3「隅田川殺人模様」（2006年） - 広瀬弓子 役
  - 去りゆく日に（2009年） - 朝倉妙子 役
  - 松本清張特別企画・聞かなかった場所（2011年） - 石田博美 役
  - 逆光 保護司・笹本邦明の奔走（2014年1月29日） - 上島もと枝 役
  - 廉恥 警視庁強行犯 樋口顕（2015年2月25日） - 樋口恵子 役
  - ビート 警視庁強行犯・樋口顕（2015年8月26日） - 樋口恵子 役
  - 烈火 警視庁強行犯 樋口顕（2016年12月21日） - 樋口恵子 役
- 火曜時代劇 新・桃太郎侍 第五話「オランダ屋敷の謎!? 騙された人買い女!」（2006年8月22日、テレビ朝日系） - おみね 役
- ブロードキャストASUKA（2008年、TVKほか） - 桜井天美 役
- ドラマスペシャル 暴れん坊将軍 （2008年12月29日、テレビ朝日系） - お万の方 役
- 臨場 第8話「黒星」（2009年6月3日、テレビ朝日） - 国広久乃 役
- ハンチョウ〜神南署安積班〜 第9話（2009年6月8日、TBS） - 江口美佐子 役
- アンタッチャブル〜事件記者・鳴海遼子〜 第7話（2009年11月27日、テレビ朝日） - 氷川未知子 役
- 赤かぶ検事 京都篇 第8話（2010年3月3日、TBS系） - 宇野崇子 役
- 木曜ミステリー（テレビ朝日系）
  - おみやさんスペシャル（2010年12月16日） - 今田良江 役
  - 新・おみやさん 最終話（2012年6月14日） - 大井若菜 役
- 最上の命医 第3話（2011年1月24日、テレビ東京系） - 佐和めぐみ 役
- おくさまは18歳（2011年3月27日 - 12月22日、フジテレビTWO） - 北辰学園校長先生 役
- くろねこルーシー（2012年1月 - 3月、UHF） - 清原ゆり江 役
- 匿名探偵 第8話（2012年11月30日、テレビ朝日系） - 速水綾乃 役
- 黒い十人の黒木瞳II（2012年12月29日、NHK BSプレミアム） - 吉川 役
- ウルトラマンギンガ 第7話 - 最終話（2013年11月20日 - 12月18日、テレビ東京） - 黒木知美 役
- カミナリ☆ワイナリー（2014年8月2日、山梨放送）
- 月曜ゴールデン 釣り刑事5「二つの事件と二つの過去!?」（2014年10月27日、TBS系） - 一ノ瀬珪子 役
- 相棒 season13 元日スペシャル「ストレイシープ」（2015年1月1日、テレビ朝日系） - 梶井素子 役
- 赤と黒のゲキジョー 瀬在丸紅子の事件簿〜黒猫の三角〜（2015年2月6日、フジテレビ系） - 小田原静江 役
- 月曜名作劇場 赤かぶ検事奮戦記6「京都祇園おんな殺人事件」（2016年11月28日、TBS系） - 早坂千寿 役
- 人形佐七捕物帳 第7話（2017年1月1日、BSジャパン） - いわ 役
- 孤独のグルメ Season6 第7話（2017年5月20日、テレビ東京） - 若女将 役
- 水戸黄門 第44部 第8話（2017年11月22日、BS-TBS） - おりつ 役
- 我が家の問題 最終回「甘い生活?に悩む妻」（2018年2月25日、NHK BSプレミアム） - 喫茶店ママ 役
- 3人のシングルマザー すてきな人生逆転物語（2020年10月1日、フジテレビ系） - 須藤直子 役
- 月曜プレミア8（テレビ東京系） - 今野敏サスペンス -

「警視庁強行犯係・樋口顕」 - 樋口恵子 役
- - 「回帰」（2018年12月14日）
  - 「聖域」（2019年9月2日）
  - 「呪縛」（2020年10月19日）
  - 「鬼火」（2020年12月14日）
  - 「疑念」（2021年10月11日）
  - 「憐情」（2022年2月7日）
  - 「暁鐘」（2022年4月4日）
  - 「雛菊」（2023年6月26日）[56]
  - 「炎上」（2024年4月1日） [57]
  - 「遠火」（2024年11月25日）[58]
- 警視庁強行犯係 樋口顕（2021年1月15日 - 2月19日、テレビ東京系） - 樋口恵子 役
- ママたちのリモート会議殺人事件（2021年3月1日、北陸放送） - 鈴木智子 役
- ドクターX 第7期 ope.III（2021年10月28日、テレビ朝日） - 神部久美子 役
- かんばん猫（2022年2月22日、BSテレ東） - 新村紗英 役[59]
- 警視庁強行犯係 樋口顕Season2（2022年7月15日 - 9月2日、テレビ東京系） - 樋口恵子 役

### 配信ドラマ
- 地面師たち（2024年7月25日、Netflix） - 下村佐恵子 役

### テレビアニメ
- RAINBOW-二舎六房の七人-（2010年、日本テレビ） - エリ（渡辺絵里子） 役

### 舞台
- フールズ（1989年、サンシャイン劇場）
- 空想家族（1989年、博品館劇場） - 橋田菜保美 役
- トランジット（1991年、上野不忍池 水上音楽堂内特設劇場）
- LOVE LETTERS（1992年、SPACE PART3） - メリッサ 役
- 鳴呼・冒険王（1994年、サンシャイン劇場）
- 椿姫（1995年、PARCO劇場）
- いじめ白書'95（1995年）
- ドアをあけると・・・（1997年、PARCO劇場）
- 午後の遺言状（1999年、東京芸術劇場）
- 天国から来たチャンピオン（2000年、シアターコクーン他）
- 十二夜（2001年、紀伊國屋ホール）
- 吉幾三納涼特別公演 人情喜劇 アホは、アホなりに（2002年、中日劇場）
- 吉幾三 芸能生活30周年 特別公演（2002年9月2日 - 28日、新宿コマ劇場）
- 五月の夢（2004年、恵比寿エコー劇場）
- ローズのジレンマ（2004年、ル テアトル銀座 / シアタードラマシティ） - アーリーン・モス 役[60][61]
- 吉幾三新春特別公演 人情喜劇 世直し僧 空蓮（2006年1月2日 - 25日、中日劇場）
- 幻に心もそぞろ狂おしのわれら将門（2006年3月30日 - 4月4日、紀伊國屋サザンシアター） - 桔梗 役
- 母に捧げるラストバラード（2006年6月4日 - 27日、明治座）[62] - 節子 役
- 吉幾三特別公演 人情喜劇 母の子守歌（2006年11月4日 - 28日、博多座）
- 横須賀夢幻翔 坂本龍馬の妻・おりょう追想記（2007年11月8日 - 10日、ヨコスカ・ベイサイド・ポケット） - おりょう 役
- 川中美幸特別公演 富貴楼お倉～ジャスミンの花咲く頃～（2008年1月2日 - 28日、明治座）
- 吉幾三特別公演 人情喜劇 十六代目婿養子（2008年10月5日 - 29日、中日劇場）
- 芸能活動35周年記念 勝野洋特別公演 新撰組情話 京都・雨月の恋（2009年2月11日 - 24日、三越劇場）
- 太宰治生誕100年記念公演「津軽」（2009年9月2日 - 6日、津軽鉄道「芦野公園駅」特設会場）
- めぐみへの誓い（2010年1月26日 - 31日、紀伊國屋サザンシアター） - 田口八重子 役
- 椿山篝火舞台・秋 第1夜 夢語りと雅楽の夕べ 夏目漱石「夢十夜」より「夢語り」（2010年10月6日、椿山荘特設水上舞台）
- 演劇「津軽」（2010年11月27日 - 28日、全労済ホール スペース・ゼロ）
- 喜劇「女房は幽霊」（2011年9月6日 - 25日、京都四條南座） - すみれ 役
- トラップ一家物語（2012年7月20日、調布市グリーンホール） - マチルダ夫人/修道院長 役
- 殺人鬼フジコの衝動（2013年4月17日 - 4月21日、俳優座劇場） - 茂子 役
- 楽屋（2013年7月5日 - 9日、銀座みゆき館劇場） - 女優C 役
- 演劇らくご「芝浜」（2014年5月30日 - 6月15日、シアターグリーン BIG TREE THEATER）
- 前川清納涼公演 腰抜け二刀流おやこ旅（2014年8月2日 - 19日、大阪新歌舞伎座）
- 真景累ヶ淵殺人事件（2015年5月7日 - 18日、シアターグリーン） - 芝浜(柳田)夢子/高尾華子 役
- RO-DOKU音戯草紙2015「帰れない猫」（2015年6月26日、ニッポン放送イマジンスタジオ）
- 結婚しない女たち ～京都室町はんなりハウス～（2015年9月4日 - 21日、大阪新歌舞伎座） - 佐竹みなみ役
- 街角（2016年3月12日 - 20日、シアターグリーン）
- 不幸の家族（2017年5月12日 - 21日、赤坂レッドシアター）
- スナック玉ちゃん（2017年7月21日 - 23日、新宿シアターモリエール）
- だんじり囃子（2017年10月13日 - 17日、YES THEATER）
- 人形島同窓会（2018年6月7日 - 17日、小劇場B1）
- いつかA列車に乗って（2021年12月9日 - 11日、文化放送メディアプラスホール）
- 舞台「Home」（2022年3月17日 - 21日、浅草花劇場） - 山郷充子 役[63]

### イベント
- ミステリーナイト1995「聖女たちの涙」（1995年、京王プラザホテル他） - 修道女 役、ミステリーイベント

### オリジナルビデオ
- 紀信シアター 三つの国・川上麻衣子（1983年、EPIC/SONY）
- 危険な童話（1985年、EPIC/SONY）
- 蜃気楼（1987年、SOUTHERN CROSS VIDEOARTS）
- DiGi mation 5 新桃太郎伝説 七夕の村は激戦区（1993年） - 咲子 役
- RAIN 眠らざる街（1996年） - 大黒理沙 役
- ブリード 血を吸う子供（2000年） - 主演
- 梁山泊 ファミリー（2003年）

### ラジオドラマ
- 流星倶楽部「再星エボリューション」（2007年1月、朝日放送ラジオ） - 大城由美子 役
- 青春アドベンチャー ごくらくちんみ（2009年6月15日 - 19日、NHK-FM放送）

### 朗読
- 恋する音楽小説（1996年 - 2000年、NHK-FM放送）
- おはなしのくに「雪女」（1999年1月5日、NHK教育）
- ポップスライブラリー（NHK-FM放送）

### バラエティー・教養番組
- TONでネットワーク（1986年、テレビ東京）
- セサミストリート 『ビッグバードがやってきた』（1988年11月3日、NHK総合） - かぐや姫 役
- 志村Xシリーズ（1996年10月 - 2000年9月、フジテレビ）
- 変なおじさんTV（2000年10月 - 2002年9月、フジテレビ）
- 七人のサムライ J家の反乱 第48回（2000年3月17日、朝日放送）
- 鶴瓶のスジナシ! #76（2000年6月11日、中部日本放送） - 即興劇
- 朝だ!生です旅サラダ 海外マンスリー（朝日放送）
  - カナダ編（2000年11月）
  - 北欧編（2001年8月）
  - スペイン編（2002年5月）
  - ポルトガル編（2003年9月）
  - イギリス編（2004年7月）
  - アメリカ・ノースウエスト編（2005年6月）
  - 南アフリカ編[64]（2007年1月）
- ザ・ジャッジ! 〜得する法律ファイル（2004年7月30日、フジテレビ系） - 再現ドラマ
- Design Channel（2008年4月 - 2008年6月、テレビ東京）
- 日本史サスペンス劇場 天英院VS月光院 愛憎渦巻く大奥を舞台にした女の熱き戦い（2008年7月23日、日本テレビ） - 近衛熙子 役
- 日本史サスペンス劇場 徳川吉宗 時代劇のヒーロー・暴れん坊将軍誕生の謎!（2008年7月30日、日本テレビ） - 天英院（近衛熙子）役
- わたしが子どもだったころ 文筆家・阿川佐和子（2009年4月15日、NHK BShi） - 母・みよ 役
- 京都〜出雲ローカル路線バス乗り継ぎ人情ふれあい旅（2011年3月26日、テレビ東京）
- らいじんぐ産 〜追跡!にっぽん産業史〜（2011年9月29日、NHK BSプレミアム） - ナレーション
- 時代劇法廷 CASE8「被告人は源頼朝」（2012年2月18日、時代劇専門チャンネル） - 北条政子 役
- 志村けんと行く!勝手にドッキリ感動旅!（2013年4月13日、テレビ東京）
- ドキュメンタリードラマ「ヤンバルクイナはいつか飛ぶ」（2014年12月7日、NHK BSプレミアム）
- クイズ!脳ベルSHOW（BSフジ）
- おぎやはぎの愛車遍歴 NO CAR, NO LIFE!（BS日テレ、#334 2021年2月6日　、#339 川上麻衣子の未練たらたらモーターショー 2021年4月3日）

### 歌番組
- ヤンヤン歌うスタジオ （テレビ東京、1981年） -「白夜の世代」、（1983年） -「感傷」
- '82水着ダ!ひと足お先にサマーギャル!!（1982年7月、日本テレビ） -「サンデーサイクリング」
- 堺でございます（2017年8月19日, 26日、BSフジ）

### ライブ
- 初ライブ（1984年、新宿ルイード）
- SWEDEN NIGHT 2015 川上麻衣子 35th anniversary LIVE（2015年12月22日、EARTH+cafe&bar）

### CD BOOK
- サウンド文学館●パルナス 26 ステレオ・ドラマ ドストエフスキー『罪と罰』（学習研究社、GES-10788） - ソーニャ 役

### CM
- 雪印ハム「ウインナー・アンディ＆プリット」（1982年）
- フリスビー（1982年）
- カゴメ「六条麦茶」（1996年）
- ハウス食品「天然効果・うこん」（2000年）
- 南都銀行 南都家の一族シリーズ（2018年 - ）

## 写真集
- 暑い国 夢の国 生まれた国（篠山紀信 撮影、1983年、小学館、ISBN 4-09-394504-7） - 前年の小学館『写楽』1982年12月号にも一部掲載
- 麻衣子の本 川上麻衣子写真集-20歳前のプレリュード（崎山健一郎 撮影、1985年、集英社、ASIN B000J6SHZU）
- MAIKO KAWAKAMI（篠山紀信 撮影、2001年、小学館、ISBN 4-09-394588-8）

## 著書

### エッセイ
- 『ストックホルムからの手紙-My Swedish Style』（2001年10月20日、同朋舎、ISBN 4-8104-2716-1）
- 『彼の彼女と私の538日 猫からはじまる幸せのカタチ』（2015年4月2日、竹書房、ISBN 978-4-8019-0259-6）

### 翻訳
- ペニラ・スタールフェルト『愛のほん』（2010年11月1日、小学館、ISBN 978-4-09-726403-3）
- ペニラ・スタールフェルト『死のほん』（2010年12月1日、小学館、ISBN 978-4-09-726404-0）

## ディスコグラフィ

### シングル
| 発売日                       | 規格                         | 規格品番                     | 面                           | タイトル                     | 作詞                         | 作曲                         | 編曲                         |
| ビクター音楽産業／Radio City | ビクター音楽産業／Radio City | ビクター音楽産業／Radio City | ビクター音楽産業／Radio City | ビクター音楽産業／Radio City | ビクター音楽産業／Radio City | ビクター音楽産業／Radio City | ビクター音楽産業／Radio City |
| ---------------------------- | ---------------------------- | ---------------------------- | ---------------------------- | ---------------------------- | ---------------------------- | ---------------------------- | ---------------------------- |
| 1981年11月21日               | EP                           | RD-4030                      | A                            | 白夜の世代                   | 伊藤アキラ                   | 森田公一                     | 小笠原寛                     |
| 1981年11月21日               | EP                           | RD-4030                      | B                            | 恋するFifteen                | 伊藤アキラ                   | 森田公一                     | 小笠原寛                     |
| 1982年4月                    | EP                           | RD-4038                      | A                            | サンデーサイクリング         | 山口あかり                   | くぎ哲郎                     | 戸塚修                       |
| 1982年4月                    | EP                           | RD-4038                      | B                            | ハミングウェイ               | 児島由美                     | くぎ哲郎                     | 戸塚修                       |
| EPICソニー                   |                              |                              |                              |                              |                              |                              |                              |
| 1983年7月                    | EP                           | 07-5H-165                    | A                            | 感傷                         | 尾崎亜美                     | 尾崎亜美                     | 佐藤準                       |
| 1983年7月                    | EP                           | 07-5H-165                    | B                            | 電話の前でパントマイム       | 尾崎亜美                     | 尾崎亜美                     | 佐藤準                       |
| 1983年12月21日               | EP                           | 07-5H-182                    | A                            | 少しずつ さ・よ・な・ら      | 竜真知子                     | 三木たかし                   | 萩田光雄                     |
| 1983年12月21日               | EP                           | 07-5H-182                    | B                            | 梢（こずえ）                 | 竜真知子                     | 三木たかし                   | 萩田光雄                     |

### アルバム

#### オリジナル・アルバム
| 発売日                       | 規格                         | 規格品番                     | タイトル |
| ビクター音楽産業／Radio City | ビクター音楽産業／Radio City | ビクター音楽産業／Radio City | ビクター音楽産業／Radio City |
| ---------------------------- | ---------------------------- | ---------------------------- | --- |
| 1982年                       | LP                           | RL-3016                      | 夢みて… Side:A 1. 春めく季節（伊藤アキラ 作詞、谷口雅洋 作･編曲） 2. 恋のチェリーボーイ（児島由美 作詞、エジソン 作･編曲） 3. おすましな妖精（松田侑利子 作詞、小笠原寛 作曲、山下正 編曲） 4. 恋するFifteen（アルバムver.）（伊藤アキラ 作詞、森田公一 作曲、小笠原寛 編曲） 5. 恋の暗号（松岡志奈 作詞、藤本あきら 作曲、丸尾めぐみ 編曲） Side:B 1. 白夜の世代（アルバムver.）（伊藤アキラ 作詞、森田公一 作曲、小笠原寛 編曲） 2. 春の海（伊藤アキラ 作詞、大野轟二 作曲、丸尾めぐみ 編曲） 3. あまのじゃく天使（松田侑利子 作詞、小笠原寛 作曲、山下正 編曲） 4. あなたに胸さわぎ（山口あかり 作詞、髙見弘 作曲、谷口雅洋 編曲） 5. 夢みてナイト（児島由美 作詞、エジソン 作･編曲） ボーナストラック 1. 白夜の世代（シングルver.） 2. 恋するFifteen（シングルver.） 3. サンデーサイクリング 4. ハミングウェイ |
| 2012年1月25日                | CD                           | CDSOL-1474                   | 夢みて… Side:A 1. 春めく季節（伊藤アキラ 作詞、谷口雅洋 作･編曲） 2. 恋のチェリーボーイ（児島由美 作詞、エジソン 作･編曲） 3. おすましな妖精（松田侑利子 作詞、小笠原寛 作曲、山下正 編曲） 4. 恋するFifteen（アルバムver.）（伊藤アキラ 作詞、森田公一 作曲、小笠原寛 編曲） 5. 恋の暗号（松岡志奈 作詞、藤本あきら 作曲、丸尾めぐみ 編曲） Side:B 1. 白夜の世代（アルバムver.）（伊藤アキラ 作詞、森田公一 作曲、小笠原寛 編曲） 2. 春の海（伊藤アキラ 作詞、大野轟二 作曲、丸尾めぐみ 編曲） 3. あまのじゃく天使（松田侑利子 作詞、小笠原寛 作曲、山下正 編曲） 4. あなたに胸さわぎ（山口あかり 作詞、髙見弘 作曲、谷口雅洋 編曲） 5. 夢みてナイト（児島由美 作詞、エジソン 作･編曲） ボーナストラック 1. 白夜の世代（シングルver.） 2. 恋するFifteen（シングルver.） 3. サンデーサイクリング 4. ハミングウェイ |
| 2021年7月7日                 | CD                           | UVPR-40005                   | 夢みて… Side:A 1. 春めく季節（伊藤アキラ 作詞、谷口雅洋 作･編曲） 2. 恋のチェリーボーイ（児島由美 作詞、エジソン 作･編曲） 3. おすましな妖精（松田侑利子 作詞、小笠原寛 作曲、山下正 編曲） 4. 恋するFifteen（アルバムver.）（伊藤アキラ 作詞、森田公一 作曲、小笠原寛 編曲） 5. 恋の暗号（松岡志奈 作詞、藤本あきら 作曲、丸尾めぐみ 編曲） Side:B 1. 白夜の世代（アルバムver.）（伊藤アキラ 作詞、森田公一 作曲、小笠原寛 編曲） 2. 春の海（伊藤アキラ 作詞、大野轟二 作曲、丸尾めぐみ 編曲） 3. あまのじゃく天使（松田侑利子 作詞、小笠原寛 作曲、山下正 編曲） 4. あなたに胸さわぎ（山口あかり 作詞、髙見弘 作曲、谷口雅洋 編曲） 5. 夢みてナイト（児島由美 作詞、エジソン 作･編曲） ボーナストラック 1. 白夜の世代（シングルver.） 2. 恋するFifteen（シングルver.） 3. サンデーサイクリング 4. ハミングウェイ |
| EPICソニー                   |                              |                              | |
| 1983年6月1日                 | LP                           | 28-3H-90                     | ÄLSKLING／エルスクリン Side:A 1. 感傷（尾崎亜美 作詞･作曲、佐藤準 編曲） 2. 残照（麻木かおる 作詞、鈴木キサブロー 作曲、戸塚修 編曲） 3. 踊り子（伊藤薫 作詞･作曲、清水信之 編曲） 4. Birthday（後藤みどり 作詞、後藤次利 作･編曲） 5. Ｍからの手紙（秋元康 作詞、見岳章 作曲、飛沢宏元 編曲） Side:B 1. 裏切り（川上麻衣子 作詞、鈴木キサブロー 作曲、戸塚修 編曲） 2. 危険な童話（伊藤薫 作詞･作曲、清水信之 編曲） 3. 私という他人（秋元康 作詞、見岳章 作曲、飛沢宏元 編曲） 4. 冷たいベッド（麻木かおる 作詞、後藤次利 作･編曲） 5. 電話の前でパントマイム（尾崎亜美 作詞･作曲、佐藤準 編曲） |
| 2013年11月29日               | CD                           | DYCL-439                     | ÄLSKLING／エルスクリン Side:A 1. 感傷（尾崎亜美 作詞･作曲、佐藤準 編曲） 2. 残照（麻木かおる 作詞、鈴木キサブロー 作曲、戸塚修 編曲） 3. 踊り子（伊藤薫 作詞･作曲、清水信之 編曲） 4. Birthday（後藤みどり 作詞、後藤次利 作･編曲） 5. Ｍからの手紙（秋元康 作詞、見岳章 作曲、飛沢宏元 編曲） Side:B 1. 裏切り（川上麻衣子 作詞、鈴木キサブロー 作曲、戸塚修 編曲） 2. 危険な童話（伊藤薫 作詞･作曲、清水信之 編曲） 3. 私という他人（秋元康 作詞、見岳章 作曲、飛沢宏元 編曲） 4. 冷たいベッド（麻木かおる 作詞、後藤次利 作･編曲） 5. 電話の前でパントマイム（尾崎亜美 作詞･作曲、佐藤準 編曲） |
| 1984年                       | LP                           | 28-3H-114                    | KÄRLEK／シェーレック Side:A 1. 少しずつ さ・よ・な・ら（竜真知子 作詞、三木たかし 作曲、萩田光雄 編曲） 2. 夕暮れシティ（竜真知子 作詞、三木たかし 作曲、萩田光雄 編曲） 3. それぞれの日々（竜真知子 作詞、三木たかし 作･編曲） 4. 梢（竜真知子 作詞、三木たかし 作曲、萩田光雄 編曲） 5. 賭け（竜真知子 作詞、三木たかし 作曲、萩田光雄 編曲） Side:B 1. 絹のバス・ローブ（竜真知子 作詞、芳野藤丸 作曲） 2. Jealous Girl（竜真知子 作詞、芳野藤丸 作曲） 3. Don't Stop!（竜真知子 作詞、芳野藤丸 作曲） 4. 4つのシュプール（竜真知子 作詞、芳野藤丸 作曲） 5. 気まぐれは一度だけ（竜真知子 作詞、芳野藤丸 作曲） |
| 2013年11月29日               | CD                           | DYCL-440                     | KÄRLEK／シェーレック Side:A 1. 少しずつ さ・よ・な・ら（竜真知子 作詞、三木たかし 作曲、萩田光雄 編曲） 2. 夕暮れシティ（竜真知子 作詞、三木たかし 作曲、萩田光雄 編曲） 3. それぞれの日々（竜真知子 作詞、三木たかし 作･編曲） 4. 梢（竜真知子 作詞、三木たかし 作曲、萩田光雄 編曲） 5. 賭け（竜真知子 作詞、三木たかし 作曲、萩田光雄 編曲） Side:B 1. 絹のバス・ローブ（竜真知子 作詞、芳野藤丸 作曲） 2. Jealous Girl（竜真知子 作詞、芳野藤丸 作曲） 3. Don't Stop!（竜真知子 作詞、芳野藤丸 作曲） 4. 4つのシュプール（竜真知子 作詞、芳野藤丸 作曲） 5. 気まぐれは一度だけ（竜真知子 作詞、芳野藤丸 作曲） |